# Walentin Mitrofanowitsch Sidorow
Walentin Mitrofanowitsch Sidorow (russisch Валентин Митрофанович Сидоров, wiss. Transliteration Valentin Mitrofanovič Sidorov / Valentin Mitrofanovich Sidorov; geb. 28. April 1932 in Woronesch; gest. 16. Juli 1999 in Moskau) war ein russischer Dichter, Schriftsteller, Wissenschaftler und eine öffentliche Persönlichkeit. Er war Mitglied des Schriftstellerverbandes der UdSSR (1966), Kandidat der philologischen Wissenschaften (1978), Professor am Gorki-Literaturinstitut und ist Gründer der unionsweiten (seit 1991 internationalen) Vereinigung „Frieden durch Kultur“ (Мир через Культуру / Mir tscheres Kulturu).
Sidorow ist der Verfasser mehrerer Bücher über Nicholas Roerich (1874–1947), den russischen Künstler und Theosophen, der mit seiner Frau Helena (1879–1955) Agni Yoga als Abspaltung von der Theosophischen Gesellschaft gründete, Offenbarungen von geheimnisvollen Meistern erhielt und die Utopie eines zukünftigen tausendjährigen Reiches im Himalaya propagierte.
Sidorow war die Schlüsselfigur für das große Wiederaufleben des Interesses an Roerich in der UdSSR in den 1980er Jahren.
Die heute in über 20 Staaten bestehende Internationale Gesellschaft Frieden durch Kultur war 1989 mit Unterstützung vieler sowjetisch-russischer Kulturvereinigungen von Sidorow initiiert worden.
Die Webseite des europäischen Netzwerkes via-regia.org ordnet die von Sidorow vertretenen Anschauungen folgendermaßen ein:

„Die von Valentin Sidorow vertretenen Anschauungen finden in Rußland verbreitete Anerkennung, sie haben ihre Wurzel nicht nur in alten eurasischen Weltsichten, sie sind in den letzten Jahrzehnten u.a. auch über die Wirkung Roerichscher Theorien und der Antroposophie bei sowjetischen Intellektuellen lebendig geblieben und sie sind gerade in der gegenwärtigen Situation Rußlands in teilweise gefährlicher Form politisch benutzbar.“

Nach dem Einmarsch Russlands in die Ukraine verbreiteten sich angebliche Prophezeiungen für das Jahr 2022, die der blinden bulgarischen Seherin Baba Wanga (1911–1996) zugeschrieben werden. Berichten zufolge stammen sie von Sidorow, der Baba Wanga interviewt und ihr ein Buch gewidmet hat, dessen populärste Ausgabe, die nach seinem Tod stark überarbeitet wurde, 2009 veröffentlicht wurde.
Sidorow war Autor von 35 Büchern, darunter Geschichten, Gedichtsammlungen und Journalismus.